# Закума (национальный парк)
Закума (фр. Zakouma) — один из четырёх национальных парков Чада.

## История
Парк основан в 1963 году. Простирается на 3.000 км², являясь вторым по величине национальным парком в Чаде после Аука. Является одним из последних заповедников дикой природы в африканском Сахеле, где обитает большое число крупных млекопитающих. Расположен примерно в 800 км от Нджамены и в 45 км от Ам-Тимана. В парке много растительности, есть реки, имеется разнообразная фауна.

## Фауна
На территории национального парка обитает 66 видов млекопитающих и около 40 видов хищных птиц. Широко распространены африканский буйвол, африканский слон, кордофанский жираф, конгони, африканский леопард, лев, гиеновидная собака, журавль, нубийская щурка, абиссинский рогатый ворон и др.